# Pterodontia davisi
Pterodontia davisi är en tvåvingeart som beskrevs av Paramonov 1957. Pterodontia davisi ingår i släktet Pterodontia och familjen kulflugor. Inga underarter finns listade i Catalogue of Life.

## Bildgalleri

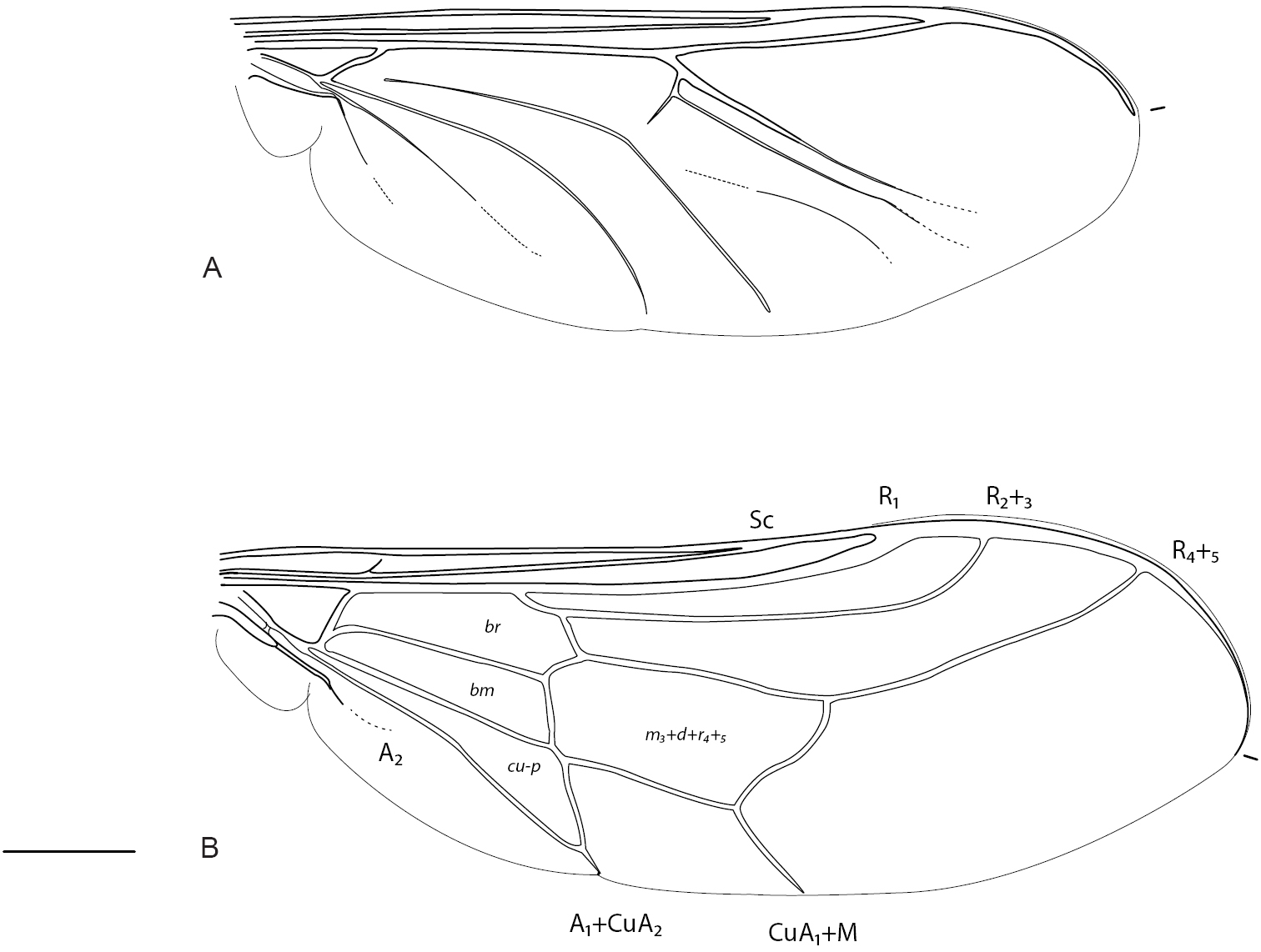